# أليكساندر أوليفيرا
أليكساندر أوليفيرا (22 يناير 1979 في البرازيل - ) هو لاعب كرة قدم برازيلي في مركز الوسط. لعب مع أتلتيكو باراناينسي وأتلتيكو غويانيينسي وبوتافوغو ريغاتاس ونادي الوصل ونادي بارانا ونادي غواراني ونادي كوريتيبا ونادي لوندرينا وإيراتي الرياضي ‏.

## وصلات خارجية
- أليكساندر أوليفيرا على موقع قاعدة بيانات كرة القدم.إي يو (الإنجليزية)